# 동호아
동호아 시사(베트남어: Thị xã Đông Hòa / 市社東和)은 베트남 남중부 지방 푸옌성의 시사이다.

## 행정 구역
동호아 시사는 2시진 8사를 관할하고 있다.

### 시진
- 호아빈 시진 (Thị trấn Hòa Vinh, 和榮市鎭)
- 호아히엡쭝 시진 (Thị trấn Hòa Hiệp Trung, 和協中市鎭)

### 사
- 호아히엡박 사 (Xã Hòa Hiệp Bắc, 和協北社)
- 호아히엡남 사 (Xã Hòa Hiệp Nam, 和協南社)
- 호아떰 사 (Xã Hòa Tâm, 和心社)
- 호아떤동 사 (Xã Hòa Tân Đông, 和新東社)
- 호아타인 사 (Xã Hòa Thành, 和城社)
- 호아쑤언동 사 (Xã Hòa Xuân Đông, 和春東社)
- 호아쑤언남 사 (Xã Hòa Xuân Nam, 和春南社)
- 호아쑤언떠이 사 (Xã Hòa Xuân Tây, 和春西社)